# Медіаманіпуляція
Медіаманіпуляція — вид психологічного впливу, що здійснюється через пресу (газети, журнали, книги), радіо, телебачення, інтернет, кінематограф, звукозаписи та відеозаписи, відеотексти, телетексти, рекламні щити та панелі, домашні відеоцентри, що поєднують телевізійні, телефонні, комп'ютерні та інші лінії зв'язку, соціальні мережі, що призводить до пробудження у об'єкта впливу намірів, які змінюють його бажання, настрої, поведінку, погляди тощо.

## Визначення впливу ЗМІ
Безпосереднім об`єктом є дії інформаційних повідомлень засобів масової комунікації (ЗМІ) є як окремий індивід, так і велика група людей, що становлять аудиторію для того чи іншого конкретного ЗМІ. ЗМІ мають чималі можливості впливати на спосіб життя та переконання особистості як суто інформаційно, так і за допомогою практичних зразків.
ЗМІ – один із соціальних інститутів, що тією чи іншою мірою виконують замовлення суспільства та окремих соціальних груп щодо певного впливу на населення в цілому, в тому числі й на окремі вікові та соціальні категорії. Можна зазначити два аспекти такого впливу. По-перше, ЗМІ істотно сприяють засвоєнню людьми різного віку широкого спектра соціальних норм та формуванню у них ціннісних орієнтацій у сфері політики, економіки, здоров`я, права тощо. По-друге, ЗМІ фактично є своєрідною системою неформальної освіти та просвіти різних категорій населення. При цьому користувачі ЗМІ здобувають досить різнобічні, суперечливі, несистематизовані знання, відомості з різних питань суспільного та політичного життя. 

### Рівні впливу ЗМІ

#### Класифікація Клепера
Дж. Клепер дає класифікацію умов, за яких при посередництві інформації можна впливати на людей: 
- легше всього впливати на людей, які до цього ніякої визначеної думки з даного питання не мали;
- інформація може посилити, закріпити позиції, вже вироблені в індивіда;
- за сприятливих умовах масова комунікація може послабити існуючі ставлення і уявлення, не ставлячи собі за мету їх змінити. [2]

#### Рівні сприйняття
1) індивідуальний;
2) груповий;
3) організаційний;
4) суспільний. 
Індивідуальний рівень.
Метою впливу ЗМІ на індивідуальний рівень може бути вироблення в індивіда:
- усвідомлення

ЗМІ доносить інформацію про певний об’єкт і обстоює його значимість.
- знання

Важливою функцією мас-медіа є передача інформації великій кількості людей. Оволодіння знаннями є вагомим результатом, оскільки це веде до створення бажаного ставлення до певного об’єкта і стає необхідною умовою для подальшого формування у людини певної поведінки. 
- ставлення

ЗМІ можуть корегувати ставлення аудиторій до певних об’єктів. Більш того, ставлення передбачає наявність цінностей і переконань, що можуть стати підставою до активних дій.
- самодієвість

Віра людини у здатність змінювати свою поведінку є важливим чинником у виборі й підтримці здорової поведінки. У даному випадку ЗМІ можуть використовуватися, щоб стимулювати розвиток самодієвості кількома шляхами, що зокрема містять: моделювання інтересу до поведінки, навчання вмінням, необхідним для прийняття певної моделі поведінки, заохочення простої тимчасової поведінки, такої, як пробна поведінка тощо.
- вміння

ЗМІ транслює певні навички та вміння і заохочує аудиторію їх прийняти. У кінцевому результаті поведінка індивіда може змінитися повністю.
Рівень групи.
ЗМІ може сприяти змінам у поведінці спілкування в межах соціальних груп. Кількість і види цих взаємодій можуть бути важливими цілями на рівні групи. ЗМІ намагаються залучати членів сім'ї, друзів, співробітників та інших до загальних дискусій. 
Рівень організації.
Об'єктами впливу тут ЗМІ зазвичай є робочі місця, школи, супермаркети та інші торгові точки роздрібної торгівлі тощо.
Зазвичай використовуються друковані видання, наприклад, пам’ятні записки, інформаційні бюлетені і брошури. Вони розраховані на певні групи і пристосовані до певного контексту. 
Рівень суспільства.
4 русла впливу медіа на рівні суспільства:
- Середовище суспільної інформації

Кампанії мас-медіа є сильним засобом впливу на цю ланку, бо їм важливо створити таке середовище, яке сприятиме поширенню, впровадженню і засвоєнню необхідної інформації.
- Громадська думка

Громадська думка відіграє важливу роль у реалізації й підтримці державної політики, у розподілі суспільних ресурсів. Є твердження, що той, хто володіє засобами масової інформації, володіє громадською думкою. 
- Державна політика

Мас-медіа можуть підтримувати урядові позиції і культивувати політику прийняття їхніх регулювань громадськістю.
- Соціальні норми

Вплив мас-медіа є доступним для сприйняття особистістю і для нормативної поведінки у соціальній системі. Індивідуальне сприйняття соціальних норм під впливом мас-медіа може бути настільки сильним, наскільки вдало подаються одні нормативні стосунки і поведінка та виключає інші. За таких умов на поведінку людини впливають лише узагальнені і вивірені мас-медіа соціальні норми. На суспільному рівні нормативна поведінка випливає принаймні частково з норм поведінки, які постійно висвітлюють ЗМІ. Отже, масова комунікація є засобом утвердження в суспільстві певних цінностей, переконань тощо, а також здійснення впливу на думки і поведінку людей.

## Маніпуляція
Маніпулювання – це спосіб психологічного впливу, спрямований на зміну напряму активності аудиторії, її ідей, думок, поглядів тощо, який лишається непоміченим.
Маніпуляція свідомістю – це своєрідне панування над духовним станом людей, управління їхньою поведінкою шляхом нав'язування їм ідей, установок, мотивів, стереотипів поведінки, вигідних суб'єкту впливу.
Виділяють три рівні маніпулювання: 
1. посилення існуючих у свідомості людей потрібних маніпулятору ідей, установок, мотивів, цінностей, норм;
2. часткові, малі зміни поглядів на ті чи інші події, процеси, факти, що також впливає на емоційне і практичне ставлення електорату до конкретного явища;
3. докорінна, кардинальна зміна життєвих установок шляхом поширення серед виборців сенсаційних, драматичних, надзвичайно важливих для них повідомлень.

В більшості випадків саме від правильного вибору спрямування та акцентів інформаційного повідомлення, а також комунікаційних каналів, які використовуються для його поширення, залежить, на скільки зміст цього повідомлення буде сприйнятий його кінцевими споживачами та задовольнятиме їх потреби. 

## Способи маніпуляцій ЗМІ
ЗМІ мають справу з інформацією, і саме контроль за інформацією дає змогу маніпулювати масовою свідомістю, створювати у ній модель вигідної суб'єкту впливу дійсності та вирішувати, які проблеми на сьогодні є найбільш актуальними. Штучно продукується таке явище, як медіа-свідомість (тобто свідомість, заснована на хибних цінностях, маніпулятивних інтерпретаціях, подвійній моралі), коли реальність, пропонована ЗМІ, відрізняється від дійсної. Громадська думка через медіа-свідомість значно спотворюється.
За допомогою ЗМІ, інформацію можна:
- спотворити за допомогою неповної, односторонньої подачі; так званий фрагментарний спосіб поширення інформації: масив інформації подрібнюють на менші масиви та коли інформація подається єдиним неопрацьованим потоком, що не дозволяє пересічному індивіду сформувати цілісну картину подій;
- відредагувати, додавши власні домисли і коментарі (значна частина спотворень у подачі інформації спричиняється індивідуально-психологічними особливостями поширювачів інформації, особистими політичними симпатіями);
- інтерпретувати у вигідному світлі;
- просто приховати, разом з тим, акцентуючи увагу на окремих сторонах події, замовчуючи інші, що створює додаткову можливість маніпулювати аудиторією;
- створити "інформаційний шум", тобто зниження сприйняття фактів за рахунок подачі такої кількості новин, за якої стає неможливим їхнє сортування;
- оперативно подати навіть неперевірену інформацію, що є певним маніпулятивним прийомом та відповідно до "закону випередження" (сформульованого ще у 1925 році американським дослідником М.Лундтом), будь-яке перше повідомлення про подію справляє значно сильніший вплив на аудиторію, ніж наступні;
- поширювати певний погляд на інформацію як її єдино правильний варіант. За рахунок цього створюватиметься ілюзорний ефект підтримки трансльованої ЗМІ ідеї більшістю, який призведе до небажання індивіда відкрито висловлюватись під страхом суспільних санкцій, якщо його точка зору не схожа на погляди більшості. Що більш часто це повідомлення повторюватиметься в ЗМІ, тим більше зростатиме небажання людини публічно говорити - модель спіралі мовчання.

Маніпуляції можуть застосовуватись до текстів, виступів, аудіо-, відео-, фотоматеріалів. 

### Спіраль мовчання
Уперше це явище дослідила Е. Ноель-Нойманн. Суть його полягає в наступному: індивід є більш схильним лишати свої погляди невисловленими, якщо вони не підтримуються більшістю. Перед тим, як відкрито повідомити свою точку зору, особа підсвідомо сканує «клімат» суспільного настрою довкола (це відбувається завдяки квазі-статистичному органу чуття, притаманному кожній людині). Якщо ситуація сприятлива і більшість підтримує точку зору індивіда, він матиме навіть більше мотивації та бажання публічно висловитись. Якщо ж ситуація несприятлива — індивід, передчуваючи суспільні санкції за висловлення непопулярної точки зору, найімовірніше промовчить. На переконання Е. Ноель-Нойманн, саме ЗМІ — а насамперед телебачення — каталізують дію «спіралі мовчання».
Таким чином, «спіраль мовчання» пов'язана із явищем ізольованості індивіда. Основні її твердження:
- людям, що висловлюють альтернативні до панівних погляди, загрожує ізолювання від суспільства
- люди постійно відчувають страх перед ізольованістю
- страх перед ізольованістю змушує людей постійно сканувати «клімат» суспільного настрою
- результати такого сканування впливають публічну поведінку людей, зокрема на їхню готовність або неготовність висловлювати свої думки відкрито.[8]

### Дезінформація
Дезінформація (обман)– це спосіб психологічного впливу, який полягає в навмисному наданні суперникам або аудиторіям такої інформації, що вводить їх в оману щодо дійсного стану справ. Дезінформація містить у собі використання свідомо помилкових даних і повідомлень. У цьому випадку вони стають обманом.  Межа між дезінформуванням і обманом досить тонка.

### Техніка «сендвіча»
Назва "сендвіч" означає нашарування один на одного матеріалів різного характеру. Цей маніпулятивний ефект полягає у протиставленні позитивних і негативних образів. 
"Отруйний сендвіч". Позитивний факт або подія, сприятливі для суб'єкта впливу, обрамлюються спеціально підібраним попереднім і наступним негативним матеріалом і, таким чином, нівелюється позитивний ефект від факту чи події. 
"Цукровий сендвіч". Негативний факт або подія, несприятливі для суб'єкта впливу, обрамлюються спеціально підібраним попереднім і наступним позитивним матеріалом і, таким чином, нівелюється негативний ефект від факту чи події.

### Міфи
Масова комунікація сприяє розповсюдженню соціальних міфів – ілюзорних ідей, що містять певні цінності й норми, які сприймаються переважно на віру, без раціонального, критичного їх осмислення. ЗМІ може брати активну участь у їх створенні та трансляції.
На думку американського професора Г.Шиллера, основними соціальними міфами за допомогою яких формується індивідуально-масова свідомість в сучасних суспільствах є: 
- міф про індивідуальну свободу і особистий вибір громадян;
- міф про нейтралітет найважливіших політичних інститутів: конгресу, суду, і президентської влади, а також ЗМІ;
- міф про незмінну егоїстичну природу людини, її агресивність, схильність до накопичування і споживання;
- міф про відсутність в суспільстві соціальних конфліктів, експлуатації та пригнічення;
- міф про плюралізм ЗМІ, що в дійсності, не дивлячись на їх значну кількість, контролюються великими рекламодавцями і урядом і є єдиною індустрією ілюзорного світу. [10]

Ці міфи реалізуються за допомогою наступних засобів маніпулювання свідомістю:
- Подрібнення та фрагментація, сенс яких полягає у локалізованому підході до проблеми, що спричиняє неможливість осягнути проблему в цілому.
- Нагальність у передачі інформації, адже акцент на ній створює відчуття важливості предмету інформації. Наслідком цього є послаблення у людини здатності розмежовувати інформацію за ступенем важливості тощо. [11]

### Створення інформаційної реальності
Людина не маючи доступу до усіх подій, які відбуваються у світі, потребує інформації про процеси, що відбуваються, які зачіпають її інтереси і сприяють орієнтації в інформаційному потоці. Але ЗМІ можуть відображати не чисті факти, а їх інтерпретацію. Тому замість відображення дійсності вони створюють псевдореальність, у ній за допомогою стереотипів маркують і закріплюють необхідну інформацію.
Виділимо декілька основних опорних елементів, на яких створюється ця інформаційна реальність:
По-перше: це визначення мас-медіа «порядку денного». Притягаючи увагу об'єкта до одних фактів і одночасно упускаючи інші, ЗМІ самі визначають міру важливості тієї або іншої події, факту.
По-друге: мас-медіа поширюють загальні стереотипи і моделі поведінки, таким чином, визначають і вказують, які установки та типи поведінки є нормами справедливості і моральності, а які, навпаки, не є.
По-третє: ЗМІ організовують псевдоподії, які на відміну від тих, що природно відбуваються, плануються заздалегідь і організовуються штучним шляхом, наприклад, з метою створення репортажу. 

### Стереотипізація
Важливу роль у стереотипізації особи і соціуму роблять засоби масової комунікації й інформації, які активно впливають не лише на окрему людину, але і на усе суспільство, а також беруть участь у побудові образу соціального світу.
Можна виділити два основні напрями у вивченні стереотипу в масових комунікаціях. Перший розуміється як прагматичний, цей напрям вивчає стереотип як спосіб збільшення ефекту для масового й ідеологічного впливу, це може бути пропаганда, реклама і так далі. Другий напрям — соціально-критичний: стереотип, досліджується як продукція засобів масової комунікації (ЗМК), в розрізі проблем культури.
Сам механізм дії ЗМІ на людину і суспільство зумовлений специфікою, за допомогою якої мас-медіа і формують стереотипи.
Перша з таких особливостей полягає в тому, що інформація, що передається через ЗМІ, через її величезний масштаб є завжди організованою. Це означає, що так чи інакше ця інформація вже пройшла через відбір, класифікацію, категоризацію фактів і явища громадського життя.
Саме на цьому рівні і відбувається стереотипізація інформації. Людина отримує в результаті інтерпретацію інформації, який би її об'єктивний характер не підкреслювався.
Друга особливість ЗМІ полягає в тому, що вони забезпечують не лише інформування населення, але і служить засобом масової комунікації, тобто у своєрідній формі створюють контекст спілкування. Своєрідність цієї форми комунікації в тому, що в її межах відсутній безпосередній зворотний зв”язок, як це має місце в міжособовому спілкуванні: джерело передачі інформації позбавлене негайної можливості дізнатися про свою дію, про те, прийнята або знехтувана передана ним інформація.
Третя особливість полягає в тому, що подача інформації через різні канали ЗМІ підкоряється більшою мірою, ніж при міжособовому спілкуванні, нормам спілкування, прийнятим у суспільстві.
У процесі сприйняття інформації найважливіше місце займає категоризація стереотипів у свідомості людини, так, через належність до однієї з наявних соціальних категорій індивідуальний акт втрачає свою специфічність (унікальність), у межах якої він був здійснений людиною.